# François Carlier
Pour les articles homonymes, voir Carlier.
François Carlier, ou Antonio Francisco Carlier, est un architecte français travaillant en Espagne, né à Paris vers 1707, et mort à Bayonne le 29 décembre 1760.
Il est le fils de René Carlier, architecte français ayant travaillé en Espagne, mort à l'Escurial en 1722.

## Biographie
Son père est venu travailler en Espagne à partir de 1712 à la demande du roi Philippe V. Le 3 juin 1723, étant à Madrid, il déclare qu'il a 16 ans.
Il a quitté l'Espagne pour se former au métier d'architecte à Paris. Il a reçu le premier grand prix d'architecture de l'Académie d'architecture de Paris, le 19 août 1726.
Il est de retour en Espagne en 1734. En décembre 1734 il est nommé architecte du roi d'Espagne. Il a réalisé la chapelle du palais du Pardo en 1738-1739.
Il a été nommé directeur de l'architecture en 1744 et a participé aux études préparatoires puis est nommé directeur honoraire de l'Académie royale de San Fernando en 1752.
Il a eu une carrière flatteuse sous le règne de Ferdinand VI et de Barbara de Bragance. Il a fait les plans du Convento de las Salesas Reales de Madrid, dédié à la Visitation de la Vierge Marie, fondé en 1748. Les travaux ont commencé en 1750 avec comme responsable Francisco Moradillo qui a introduit des modifications sur le plan initial de François Carlier. Le couvent est inauguré en 1758. Il a aussi conçu la Puerta de Recoletos de Madrid qui se trouve alors à la limite du terrain qu'occupe le couvent.
En 1750, il est à Parme où il dut suivre l'infant Philippe, duc de Parme à partir de 1748. Il y a épousé Catherine-Marguerite Boudard, fille du sculpteur français de la cour de Parme, Jean Baptiste Boudard. Il a de cette union une fille, Françoise-Catherine-Guillaume Carlier, baptisée à Parme, le 1er septembre 1751.
D'après Eugenio Llaguno y Amirola (1724-1799), il meurt à Bayonne le 29 décembre 1760 au cours d'un voyage pour se soigner en France.